# Ubbo-Emmius-Gymnasium Leer
Das Ubbo-Emmius-Gymnasium (UEG) ist ein staatliches Gymnasium in Leer (Ostfriesland). Die Schule wird von etwa 1300 Schülern besucht. Träger der Schule ist der Landkreis Leer.

## Geschichte

### Frühere Geschichte
Das Ubbo-Emmius-Gymnasium wurde 1584 von Ubbo Emmius als Lateinschule gegründet und ist daher nach dem Johannes-Althusius-Gymnasium Emden und dem Ulrichsgymnasium Norden das drittälteste Gymnasium Ostfrieslands.
Der vorherige Standort der Schule war das 1853 fertiggestellte Gebäude der Wilhelmine-Siefkes-Schule an der Königstraße in Leer. Am Ende der 1860er genügte das alte Gebäude nicht mehr den Raumanforderungen, weil es an Platz für die zunehmende Schülerzahl mangelte. Der dringend benötigte Neubau wurde im Zeitraum von 1906 bis 1909 im Stil der Weserrenaissance errichtet und schließlich am 27. September 1909 feierlich eingeweiht. Dieser Neubau von 1909 ist noch heute als „Altbau“ ein Teil des Schulgebäudes. Im Zweiten Weltkrieg wurde ein Teil des Gebäudes beschädigt. An der Westseite des Altbaus befand sich in einem Anbau mit Fachwerkgiebel die Dienstwohnung des Direktors. Dieses Gebäude wurde Anfang der 1970er Jahre abgerissen, um Platz für einen fünfgeschossigen Anbau mit Flachdach zu schaffen, der seit dieser Zeit als „Neubau“ bezeichnet wird. Zusätzlich wurde eine neue Sporthalle nördlich des Altbaus errichtet, in diesem Rahmen wurde der Bühnenteil der Aula abgerissen und die Bühnenöffnung vermauert, um einen überdachten Zugang zur Halle zu ermöglichen.

### Neuere Geschichte
Bis 1970 war es ausschließlich ein Jungengymnasium. Mädchen konnten zunächst nur mit Ausnahmegenehmigung die Schule besuchen oder mussten auf das nahegelegene Teletta-Groß-Gymnasium ausweichen.
Im Jahr 1972 wurde das Gymnasium für Jungen nach Ubbo Emmius benannt, der von 1588 bis 1594 Rektor der damaligen Lateinschule war, und für Schüler beiderlei Geschlechts geöffnet. 1973 wurde eine Erweiterung notwendig, da der Platz in der Schule durch die zunehmende Schülerzahl in Leer nicht mehr ausreichte. Daneben werden je nach Schülerzahl und Schulstruktur auch weitere Gebäude im Umfeld für Unterrichtszwecke genutzt.
Mit der Einführung der Orientierungsstufe wurden die Klassen des Gymnasiums auf die 7.–13. beschränkt. Seit dem Jahr 2004 ist die 5. Klasse wieder die Eingangsstufe.

## Schulleben
Das Ubbo-Emmius-Gymnasium ist Mitglied im Verein MINT-EC und Mitglied beim Hochbegabten-Förderverbund des Landkreises Leer. 2003 wurde es mit dem Siemens-Award ausgezeichnet. Auch zu erwähnen sind Leistungen einiger Schüler des UEGs. So sind Schulchor und Mitglieder des UEG-Symphonieorchesters regelmäßig Gewinner verschiedener Wettbewerbe, auch bei „Jugend musiziert“ bis hin zur Bundesebene. Fast jedes Jahr schaffen es Schüler des Gymnasiums in die Bundesebene bei der Mathematik-Olympiade. 2004 belegte die Homepage des Abiturjahrganges 2004 beim Abisite-Contest des Magazins Der Spiegel den ersten Platz in Niedersachsen.
Das UEG arbeitet mit dem Teletta-Groß-Gymnasium Leer zusammen, das sich in unmittelbarer Nähe befindet. Diese Zusammenarbeit bezieht sich besonders auf die Kursangebote der Gymnasien in der Oberstufe. So ist es möglich, auch Leistungskurse anzubieten, die nur von wenigen Schülern gewählt werden oder nicht zustande kämen. Die Oberstufen der Gymnasien werden zum Teil in einem gemeinsamen Gebäude unterrichtet.
Das Gymnasium bietet für seine Schüler neben dem normalen gymnasialen Profil spezielle Angebote an. Im bilingualen Zug werden die Schüler in den Fächern Erdkunde und Biologie in englischer Sprache unterrichtet. Schüler des Musikzweiges erhalten zu ihrer normalen Ausbildung speziellen Unterricht in Musik. Auch besteht die Möglichkeit, an englischsprachigem Geschichtsunterricht teilzunehmen.
Einen regelmäßigen Schüleraustausch pflegt das UEG mit dem Lycée Aristide-Briand in Frankreich (Évreux), der Shawnee Heights Highschool in den USA (Topeka/Kansas), der Ye Qianyu Junior Middle School in China (Tonglu) und dem Christelijk Gymnasium Beyers Naudé in den Niederlanden (Leeuwarden).
Im Jahr 2005 wurde die Schülerzeitung Tacheles des UEGs zu einer der besten Schülerzeitungen der Bundesrepublik gekürt. Bei einem bundesweiten Musikprojekt zählte der Musikkurs der elften Klasse zu den besten 30.
Im September 2020 wurde dem Ubbo-Emmius-Gymnasium der Titel „Europaschule“ vom niedersächsischen Kultusminister Grant-Hendrik Tonne (SPD) verliehen, worin die Ausrichtung der Schule auf europäische und internationale Zusammenarbeit, Schüleraustauschprogramme und Projektteilnahmen zum Ausdruck kommt.

## Schüler (Auswahl)
- Bernhard Bavink (1879–1947): Naturwissenschaftler, Naturphilosoph und Eugeniker
- H. P. Baxxter (* 1964): Frontmann der Band Scooter
- Eike Besuden (* 1948): Fernsehmoderator, Dokumentarfilmregisseur, Drehbuchautor, Produzent
- Conrad Borchling (1872–1946): Germanist, Professor an der Universität Hamburg mit dem Schwerpunkt Niederdeutsch
- Keno Borde (* 1982): Ökonom und Hochschullehrer
- Uke Bosse (* 1976): TV-Moderator und Spiele-Journalist[6]
- Enno Bunger (* 1986): Pianist mit nationalen Konzerten und Plattenverkäufen
- Hinrich Buß (1937–2007): Evangelischer Theologe und Landessuperintendent im Sprengel Göttingen
- Karl S. Guthke (* 1933): Germanist, Kuno Francke Professor of German Art and Culture an der Harvard University
- Sylvie Gühmann (* 1994): Autorin, Journalistin, Moderatorin und Psychologin
- Hermann Lange (1912–1943): Leiter der Leeraner Gruppe im Bund Neudeutschland, Lübecker Märtyrer
- Gerrit Manssen (* 1959): Jurist und Hochschullehrer
- Heinrich Ludwig Albrecht Meyer (1901–1979), evangelisch-lutherischer Pfarrer und Mitbegründer der Nazi-Gemeinschaft Glaubensbewegung Deutsche Christen
- Horst Milde (1933–2023): SPD-Politiker
- Christian Ohrloff (* 1944): Ophthalmologe und Hochschullehrer
- Hermann Plagge (1888–1918): Schriftsteller
- Ernst Reuter (1889–1953): Sozialdemokrat, Bolschewist und Kommunist, Oberbürgermeister von Magdeburg und Berlin
- Wilhelm Röpke (1873–1945): Chirurg in Wuppertal, Präsident der Deutschen Gesellschaft für Chirurgie
- Jochen Schimmang (* 1948): Deutscher Schriftsteller
- Erich Schmidt-Eenboom (* 1953): Geheimdienstexperte
- Franz Sommerfeld (* 1949): Journalist
- Andy Strauß (* 1981): Poetry Slammer, Slam Master, Autor und Schauspieler
- Harm Weber jun. (1928–2015): Politiker, Landrat im Landkreis Leer
- Timm Wilke (* 1988): Chemiedidaktiker und Hochschullehrer